# Liuixalus romeri
Liuixalus romeri är en groddjursart som först beskrevs av Smith 1953.  Liuixalus romeri ingår i släktet Liuixalus och familjen trädgrodor. IUCN kategoriserar arten globalt som starkt hotad. Inga underarter finns listade i Catalogue of Life.